# 塞努拜尔·吐尔逊
塞努拜尔·吐尔逊（維吾爾文：‎；拉丁维文：‎）（20世纪1957年后—）维吾尔族，新疆伊宁市人，中华人民共和国歌唱家。

## 生平
塞努拜尔·吐尔逊生于新疆伊宁市，是家中的第五个孩子，家庭音乐气氛浓厚。其十个兄妹中有好几个是职业音乐人，其中有哥哥努尔买买提·吐尔逊以及双胞胎弟弟艾山江·吐尔逊、玉山江·吐尔逊。其父曾在军乐团任职，后来到伊宁剧院任职。自幼学习弹拨尔、都塔尔、维吾尔扬琴。后考入新疆艺术学院。此后到上海音乐学院学习作曲5年。后周游土耳其、日本等国。2012年与琵琶演奏家吴蛮合作发行专辑《边界：吴蛮和丝路音乐家》。她曾多次到哈萨克斯坦、美国、欧洲演出。2013年意大利Felmay Records发行了她的首张国际唱片《希望》（维吾尔语歌曲集）。2015年10月15日在上海大剧院，塞努拜尔·吐尔逊和家人艾山江·吐尔逊、玉山江·吐尔逊、肖克来提·阿力木江、阿迪拉·阿布力孜演出《木卡姆·琼乃额曼》（序曲），成为2015上海世界音乐季开幕演出。